# Death Cult Armageddon
Death Cult Armageddon este cel de-al șaselea album de studio al formației Dimmu Borgir. Este ultimul album cu Nicholas Barker.
Albumul a fost înregistrat împreună cu Orchestra Filarmonică din Praga. Cu acest album Dimmu Borgir a câștigat a doua oară premiul Spellemannprisen (cel mai important premiu muzical din Norvegia) la categoria "Cel Mai Bun Album Metal".

## Lista pieselor
1. "Allegiance" - 05:50
2. "Progenies Of The Great Apocalypse" - 05:17
3. "Lepers Among Us" - 04:44
4. "Vredesbyrd" - 04:44
5. "For The World To Dictate Our Death" - 04:46
6. "Blood Hunger Doctrine" - 04:39
7. "Allehelgens død i Helveds rike" (Moartea tuturor sfinților în regatul Iadului) - 05:35
8. "Cataclysm Children" - 05:15
9. "Eradication Instincts Defined" - 07:12
10. "Unorthodox Manifesto" - 08:50
11. "Heavenly Perverse" - 06:32

### Piesele bonus incluse pe edițiaOzzfest
1. "Satan My Master"[3] - 02:14
2. "Burn In Hell"[4] - 05:04
3. "Devil's Path" - 06:07
4. "Progenies Of The Great Apocalypse (orchestral version)" - 05:15
5. "Eradication Instincts Defined (orchestral version)" - 07:24
6. "Progenies Of The Great Apocalypse (videoclip)" - 03:37

## Personal
- Shagrath - vocal
- Silenoz - chitară ritmică
- Galder - chitară
- Mustis - sintetizator
- ICS Vortex - chitară bas
- Nicholas Barker - baterie

## Clasament
| Țara          | Poziția |
| ------------- | ------- |
| Austria       | 14      |
| Elveția       | 54      |
| Finlanda      | 9       |
| Franța        | 35      |
| Germania      | 12      |
| Norvegia      | 2       |
| Olanda        | 42      |
| Suedia        | 28      |
| Statele Unite | 170     |